# Mystides limbata
Mystides limbata är en ringmaskart. Mystides limbata ingår i släktet Mystides och familjen Phyllodocidae. Inga underarter finns listade i Catalogue of Life.